# NS-Dokumentationszentrum der Stadt Köln
Il Centro di documentazione sul Nazionalsocialismo di Colonia (in tedesco NS-Dokumentationszentrum der Stadt Köln) venne creato a seguito di una risoluzione del consiglio comunale di Colonia del 13 dicembre 1979 ed è diventato il più grande museo regionale della memoria per le vittime del nazismo di tutta la Germania. L'edificio che ospita il museo era la sede locale della Gestapo, la polizia segreta nazista, tra dicembre 1935 e marzo 1945. Nei momenti finali della guerra, oltre centinaia di persone, molti di loro lavoratori forzati di origine straniera, furono assassinati nel cortile interno.